# 전해수기
전해수기(Water ionizer)는 들어오는 물의 흐름을 산과 알칼리 성분으로 분리시키기 위해 전기 분해를 사용하여 마시는 물의 pH 수치를 상승시키는 가전제품이다. 처리된 물은 전해수, 알칼리수로 부른다. 지지자들은 알칼리수의 섭취가 다양한 건강상의 이점을 가져다주며 이는 마치 알칼리성 식품의 대체의료와 비슷하다고 주장한다. 알칼리수의 건강상 이점에 대한 의학적 증거는 없다. 많은 과학적 증거가 이러한 주장이 온전히 틀렸음을 밝혔다.
처음에는 일본과 기타 동아시아 국가들에서 대중화되었고 지금은 미국과 유럽에서도 구매가 가능하다.

## 같이 보기
- 알칼리성 식품
- 유사과학